# Доріна Чіфо
Доріна Міртилл Чіфó (угор. Csifó Dorina Mirtill, 30 грудня 1988) — угорська акторка.

## Особисте життя
У 2011 року вона одружився з Віктором Ганниґом, та в 2012 року народився їхній син, Вінце. У 2015 році вона розлучилася з чоловіком.

## Нагороди
| Рік  | Премія                       | Категорія        | Результат | Приміток |
| ---- | ---------------------------- | ---------------- | --------- | -------- |
| 2019 | Нагорода глядацьких симпатій | Найкраща акторка | Перемога  | [ 4 ]    |